# Assedio di Babilonia (689 a.C.)
L'assedio di Babilonia, nel 689 a.C., riaffermò il dominio degli Assiri sulla città di Babilonia, ribellatasi al re assiro Sennacherib in diverse occasioni durante il suo regno (705-681 a.C.) e, nella fattispecie, intromessasi con frequenza nelle guerre assiro-elamiche in corso di svolgimento. L'azione si consumò poco dopo la battaglia di Halule (691 a.C.), quando i Babilonesi restarono privi di supporto militare da parte degli sconfitti Elamiti. Sennacherib cinse d'assedio Babilonia nel 690 a.C. e la conquistò dopo quindici mesi.
Desideroso di vendetta per la perdita del figlio Ashur-nadin-shumi, viceré di Babilonia tradito dai suoi sudditi, Sennacherib misconobbe la precedente indulgenza mostrata nei confronti di Babilonia da parte degli Assiri e fece radere al suolo la città, profanandone i templi e rubando il simulacro della divinità poliade Marduk. L'atto fece molto scalpore all'epoca, tanto che potrebbe essere stato un fattore nell'omicidio di Sennacherib da parte di due dei suoi figli, otto anni dopo. Il trono d'Assiria passò al figlio quartogenito di Sennacherib, Esarhaddon, che cercò di compensare Babilonia per il sacrilegio di suo padre liberando gli esiliati babilonesi e ricostruendo la città.

## Antefatto
Le rivolte originatesi nell'Impero neo-assiro alla morte di Sargon II non coinvolsero (inaspettatamente) da subito Babilonia che, pur minacciate dalle mire dei Caldei di Marduk-apla-iddina II, già rivale di Sargon, rimase fedele a Sennacherib. Fu il Sargonide ad innescare la rivolta babilonese quando si proclamò Re di Babilonia, non Viceré (shakkanakku) come avevano fatto i suoi predecessori, senza curarsi d'inscenare la cerimonia d'incoronazione pretesa dalla tradizione babilonese, cioè la presa in consegna della corona cittadina dalle mani della statua di Marduk, la divinità poliade di Babilonia. In risposta alla blasfemia di Sennacherib, i babilonesi di ribellarono (704 o 703 a.C.) al comando di Marduk-zakir-shumi II che venne rapidamente detronizzato dal redivivo Marduk-apla-iddina II poi messosi a capo di una potente coalizione anti-assira comprendente Caldei, Aramei, Arabi e Shutruk-Nakhunte II dell'Elam (che da solo avrebbe fornito al re babilonese ribelle un esercito di 80 000 uomini). Soltanto nel tardo 703 a.C. Sennacherib poté muovere l'esercito assiro (prec. impegnato a Tabal) da Assur verso sud: l'avanguardia assira venne sconfitta presso Kish dalla coalizione ma il secondo attacco, portato da Sennacherib in persona pochi giorno dopo, garantì la vittoria al Sargonide e costrinse Marduk-apla-iddina II a nascondersi nella "Terra del Mare". Il re marciò dunque su Babilonia che gli aprì pacificamente le porte e sopportò il castigo di un saccheggio "controllato" durante il quale la popolazione non venne molestata, mentre gli assiri battevano le paludi in cerca dei fuggiaschi e devastavano le terre caldee e aramee ribelli. Sennacherib si ritirò da Babilonia lasciandovi come re fantaccio tale Bel-ibni: "un babilonese cresciuto nel mio palazzo come un cucciolo" a detta del Sargonide.
Nel 700 a.C. Sennacherib tornò nella Bassa Mesopotamia per stanare Marduk-apla-iddina II e rimuovere l'incompetente (o connivente) Bel-ibni. Il Caldeo traversò il Golfo Persico, rifugiandosi nella città elamica di Nagitu, e il Sargonide affidò il trono di Babilonia al proprio "figlio prediletto" (māru rēštû), Ashur-nadin-shumi, quale re-vassallo. Dopo circa un quinquennio di pace, nel 694 a.C. Sennacherib mosse guerra ad Elam in cerca di soddisfazione contro il transfuga Marduk-apla-iddina. Mentre il grosso delle forze assire erano impegnate a oriente, gli Elamiti attaccarono la Bassa Mesopotamia ed i Babilonesi ne approfittarono per ribellarsi contro Ashur-nadin-shumi che si trincerò a Sippar ma venne catturato e portato ad Elam in catene ove le sue tracce si persero (fu probabilmente giustiziato) mentre il trono di Babilonia passava al nativo Nergal-ušēzib. Nergal-ušēzib conquistò Nippur in luglio e Sennacherib, pur tagliato fuori dal cuore dell'impero, rispose occupando Uruk (ottobre) e, l'anno dopo (693 a.C.) stroncando a Nippur l'armata elamo-babilonese. Mentre Nergal-ušēzib marciava in catene verso Ninive e Sennacherib si volgeva a oriente per stroncare gli Elamiti, i babilonesi elessero un nuovo re, Mušezib-Marduk, proseguendo nella rivolta. Le armate congiunte di Elam e Babilonia affrontarono nuovamente il Sargonide nella Battaglia di Halule (691 a.C.): uno scontro inconcludente per le parti ma che garantì il permanere sul trono di Mušezib-Marduk e di Humban-numena.

## L'assedio

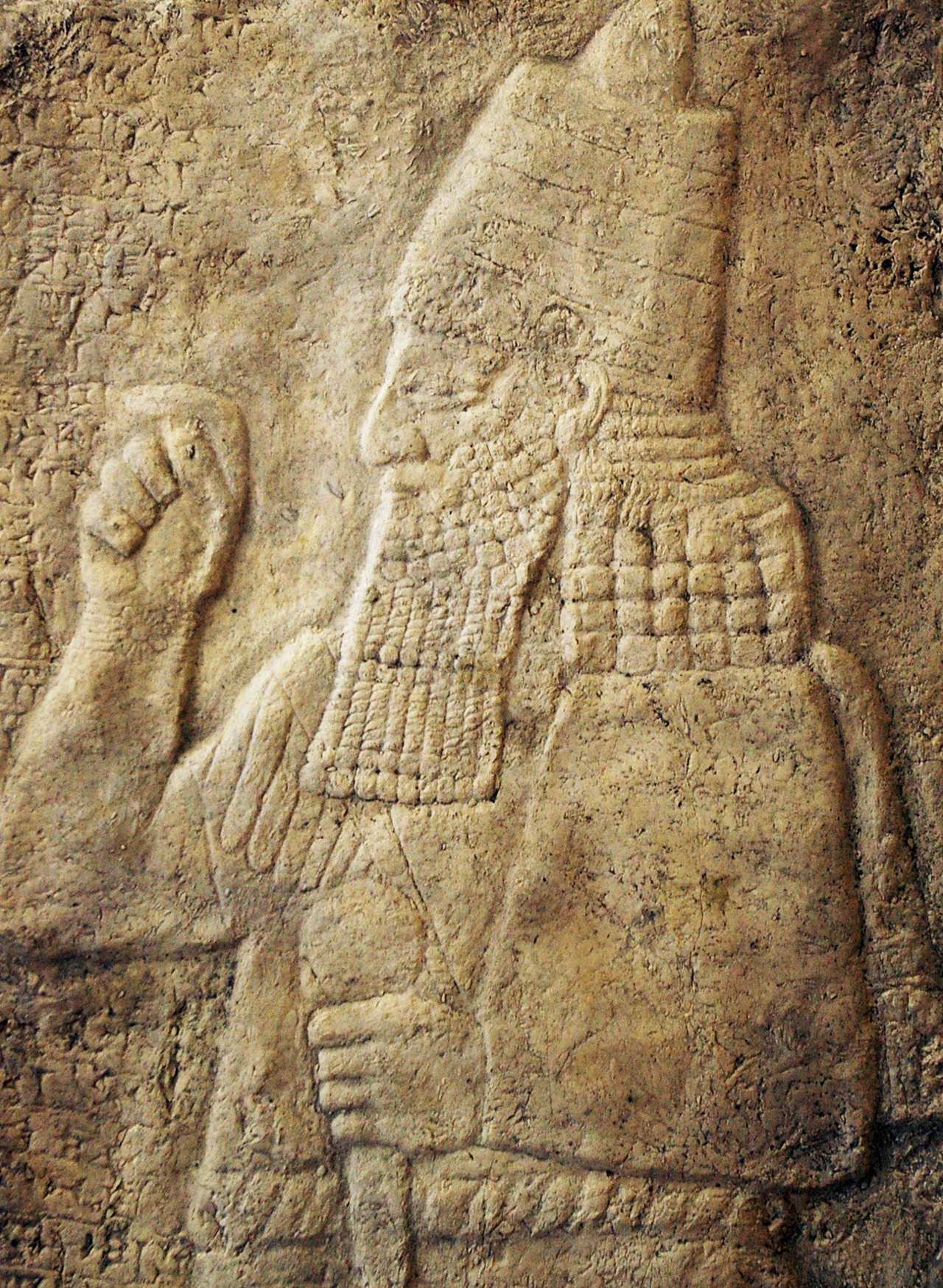
Sennacherib - particolare da un rilievo coevo.

Nel 690 a.C., mentre Humban-numena affrontava l'ennesima guerra civile elamica, Sennacherib mosse contro Babilonia e, pur inizialmente fiaccato dalla resistenza basso-mesopotamica, cinse d'assedio la città. Babilonia sarebbe capitolata quindici mesi dopo, nel 689 a.C.
La posizione dei ribelli era a questo punto molto precaria. Sennacherib non era più il monarca che aveva considerato con ansia le implicazioni della conquista di Babilonia da parte di Sargon e il ruolo che gli dèi offesi della città potevano aver giocato nella caduta di suo padre. Era un re alla fine dei suoi anni che desiderava vendicare la morte del figlio prediletto, stanco d'una città che, dal cuore del suo impero, non aveva fatto che ribellarglisi. Non aveva poi alcun affetto per gli dèi che avevano ispirato la loro popolazione ad attaccarlo (ed i cui sacerdoti avevano foraggiato i rivoltosi con i tesori dei loro templi).

Il Sargonide risolse pertanto di fare di Babilonia un esempio. La città fu rasa al suolo e Sennacherib ben documentò la sua opera per i posteri:
("Prisma di Sennacherib")
Pur vittorioso sulle ceneri di Babilonia, Sennacherib ancora ne temeva gli antichi dèi. Il passaggio in cui è descritto il sequestro dei tesori dei templi (tesori che il Sargonide sapeva avevano foraggiato per anni i suoi nemici) e la distruzione di alcuni simulacri divini è non a caso uno dei pochi in cui Sennacherib parla dell'operato del "mio popolo" e non di sé stesso, rimettendo così la colpa del destino dei templi non al re bensì alle decisioni prese tempo addietro dai sacerdoti babilonesi stessi ed alla reazione del popolo assiro.
Durante il sacco della città, Sennacherib abbatté i templi e i simulacri degli dèi, ad eccezione di quello di Marduk che portò in Assiria. Ciò causò costernazione tra gli Assiri, che tenevano in gran conto sia Babilonia sia i suoi dèi. Sennacherib tentò allora di giustificare le sue azioni ai connazionali con una campagna di propaganda religiosa tra i cui elementi si diede peso al giudizio divino cui Marduk fu sottoposto innanzi ad Ashur, il dio d'Assiria. Si trattava di un mito poco chiaro, secondo il quale Marduk era stato ritenuto colpevole di una qualche grave offesa. Nel frattempo, Sennacherib prese a descrivere la sconfitta dei ribelli babilonesi per sua mano parafrasando il mito della creazione babilonese: identificò Babilonia con la malvagia dea-demone Tiāmat e sé stesso con il vittorioso Marduk. A Babilonia, nel frattempo, il simulacro del dio conquistatore Ashur sostituì Marduk nella Festa di Capodanno e nel grande tempio cittadino vennero poste a monito delle macerie di Babilonia. Queste ripetute empietà, generarono un odio profondo nei confronti di Sennacherib e degli Assiri tra gran parte della popolazione babilonese.

## Esito
L'obiettivo di Sennacherib era il completo sradicamento della Babilonia come entità politica. Sebbene alcuni territori babilonesi settentrionali diventassero province assire, gli Assiri non fecero alcuno sforzo per ricostruire Babilonia stessa e le cronache meridionali dell'epoca si riferiscono all'era come al periodo "senza re" poiché il paese restò privo di guida politica.
Quando Sennacherib fu assassinato dai suoi figli Arda-Mulissu e Sharezer (681 a.C.), i babilonesi lessero del delitto una punizione divina di Marduk. Il successore di Sennacherib, Esarhaddon, ricostruì Babilonia nel 670 a.C. e restaurò l'Esagila, aggiungendovi un piedistallo d'oro per la statua di Marduk che fu restituita alla città durante l'incoronazione del successore di Esarhaddon come re babilonese, il figlio Shamash-shum-ukin, nella primavera del 668 a.C.

### Fonti
- Cronache babilonesi - ed. standard in (EN) Grayson AK, Assyrian and Babylonian Chronicles, 1975, ISBN 978-1-57506-049-1.
- Prisma di Sennacherib (ed. in Luckenbill)

### Studi
In italiano
- Mario Liverani, Antico Oriente: storia, società, economia, nuova ed., Bari-Roma, Laterza, 2009  [1988], ISBN 978-88-420-9041-0.
- Vincenzo Mistrini, Gli assiri : la prima superpotenza dell'Oriente Antico, Gorizia, LEG, 2022.

In altre lingue
- (EN) Bauer SW, The History of the Ancient World: From the Earliest Accounts to the Fall of Rome, New York, W. W. Norton & Company, 2007, ISBN 978-0-393-05974-8.
- (EN) Bertman S, Handbook to Life in Ancient Mesopotamia, Oxford, Oxford University Press, 2005, ISBN 978-0-19-518364-1.
- (EN) Brinkman JA, Sennacherib's Babylonian Problem: An Interpretation, in Journal of Cuneiform Studies, vol. 25, n. 2, 1973,  pp. 89-95, DOI:10.2307/1359421, JSTOR 1359421.
- (EN) Carter E e Stolper MW, Elam: Surveys of Political History and Archaeology, Los Angeles, University of California Press, 1984, ISBN 978-0-520-09950-0.
- (EN) Delaunay JA, AŠŠURBANIPAL, in Encyclopædia Iranica, 1982,  pp. 805–806.
- (EN) Frahm E, New sources for Sennacherib's "first campaign", in Isimu, vol. 6, 2003,  pp. 129-164.
- (EN) Frahm E, Family Matters: Psychohistorical Reflections on Sennacherib and His Times, in Kalimi I e Richardson S (a cura di), Sennacherib at the Gates of Jerusalem: Story, History and Historiography, Leida, Brill Publishers, 2014, ISBN 978-90-04-26561-5.
- (EN) Grayson AK, Assyria: Sennacherib and Esarhaddon (704–669 BC), in The Cambridge Ancient History Volume 3 Part 2: The Assyrian and Babylonian Empires and Other States of the Near East, from the Eighth to the Sixth Centuries BC, Cambridge University Press, 1970, ISBN 978-3-11-103358-7.
- (EN) Leick G, Historical Dictionary of Mesopotamia, Lanham, Scarecrow Press, 2009, ISBN 978-0-8108-6324-8.
- (EN) Luckenbill DD, The Annals of Sennacherib, University of Chicago Press, 1924, OCLC 506728.
- (EN) McCormick CM, Palace and Temple: A Study of Architectural and Verbal Icons, Berlino, Walter de Gruyter, 2002, ISBN 978-3-11-017277-5.
- (DE) Streck M, Assurbanipal und die letzten assyrischen Könige bis zum Untergange Niniveh’s, Vorderasiatische Bibliothek 7, Leipzig, 1916.
- (EN) Vallat F, The history of Elam, in Encyclopædia Iranica, 1982,  pp. 301-313.
- (FR) Vallat F, Šutruk-Nahunte, Šutur-Nahunte et l’imbroglio néo-élamite, in Nouvelles assyriologiques brèves et utilitaires, 1995,  pp. 37-38.
- (EN) Van De Mieroop M, A History of the Ancient Near East, seconda edizione, Malden, MA, Blackwell Publishing, 2007, ISBN 978-1-4051-4911-2.